# Cattedrale di San Marco (Latina)
ancora lontana eco del carattere rurale originariamente inteso, che avrebbe dovuto caratterizzare la città come oggetto del ruralesimo fascista, ma si perse rapidamente nell'urbanizzazione di Littoria come capoluogo di una nuova provincia. [...] La chiesa di Frezzotti trasmette un senso di indecisione che tradisce il vecchio dilemma dell'armonia tra tradizione e modernità.»
(Luigi Monzo, Croci e fasci - Der italienische Kirchenbau in der Zeit des Faschismus, 1919-1945)
La cattedrale di San Marco è il principale luogo di culto di Latina, nel Lazio, sede vescovile della diocesi di Latina-Terracina-Sezze-Priverno.
La chiesa è dedicata a Marco l'evangelista in quanto gran parte dei coloni dell'Agro Pontino erano di origine veneta, Regione di cui il Santo è il patrono ed è situata nell'omonima piazza, nel centro della città, non distante da piazza del Popolo e dal Municipio. Su di essa insiste l'omonima parrocchia, affidata ai sacerdoti della Società salesiana di San Giovanni Bosco.

## Storia
Il 30 giugno 1932 venne posta la prima pietra della città di Littoria, in seguito ridenominata Latina, ideata come ulteriore comune affiancato a quelli preesistenti di Cisterna e Terracina. Il progetto del nuovo centro abitato venne affidato all'architetto Oriolo Frezzotti, che progettò, fra gli altri edifici, anche una chiesa da collocarsi nel cuore dell'abitato, affinché insieme all'antistante piazza, intitolata originariamente ai Savoia, costituisse il polo religioso ed educativo della città (in quanto su di essa prospettava anche la sede dell'Opera nazionale Balilla).
La costruzione del luogo di culto iniziò nel 1932 e terminò l'anno successivo; il 18 dicembre 1933 la chiesa venne inaugurata e consacrata. La parrocchia venne istituita il 23 novembre 1933 dal cardinale Enrico Gasparri, vescovo di Velletri; la Società salesiana di San Giovanni Bosco fu invitata da Pio XI a prendere la responsabilità di San Marco dopo le insistenze della popolazione locale e di Benito Mussolini.
A partire dal 1967 la città entrò a far parte della diocesi di Terracina-Latina, Priverno e Sezze: pur conservando le antiche sedi episcopali di Terracina, Sezze e Priverno cattedrali e diocesi, proprio in questi anni i vescovi preferirono fissare un'unica residenza a Latina, dove vennero aperti anche gli uffici della curia vescovile.
Il 30 settembre 1986, con il decreto Instantibus votis della Congregazione per i Vescovi e l'unione delle sedi con la formula plena unione, la chiesa di San Marco a Latina è divenuta cattedrale della "nuova" diocesi di Latina-Terracina-Sezze-Priverno.

## Descrizione

### Esterno
L'esterno della cattedrale di san Marco è caratterizzata dal particolare paramento murario che, nella parte inferiore, vede un'alternanza di fasce in tufo e travertino. La facciata è a capanna e presenta un portico che si apre, sulla parte anteriore, con tre alte arcate a tutto sesto poggianti su pilastri quadrangolari. In corrispondenza di ognuna di esse, si apre un portale sormontato da una monofora con vetrate policrome. Nel frontone si trova una scultura raffigurante lo stemma di papa Pio XI, mentre sui pilastri angolari vi sono le statue in tufo degli Evangelisti, di Francesco Barbieri (1932).
Sulla destra della chiesa, in posizione isolata, si trova l'alta torre campanaria, anch'essa caratterizzata dall'alternanza di tufo e travertino. Il campanile è a pianta quadrata ed è sormontato dalla cella campanaria, all'interno della quale si trovano tre campane e che si apre sull'esterno con una monofora su ciascun lato. Sopra la cella campanaria, ad un'altezza di 37 metri da terra, si trova una replica in marmo della Madonnina del Duomo di Milano.

### Interno

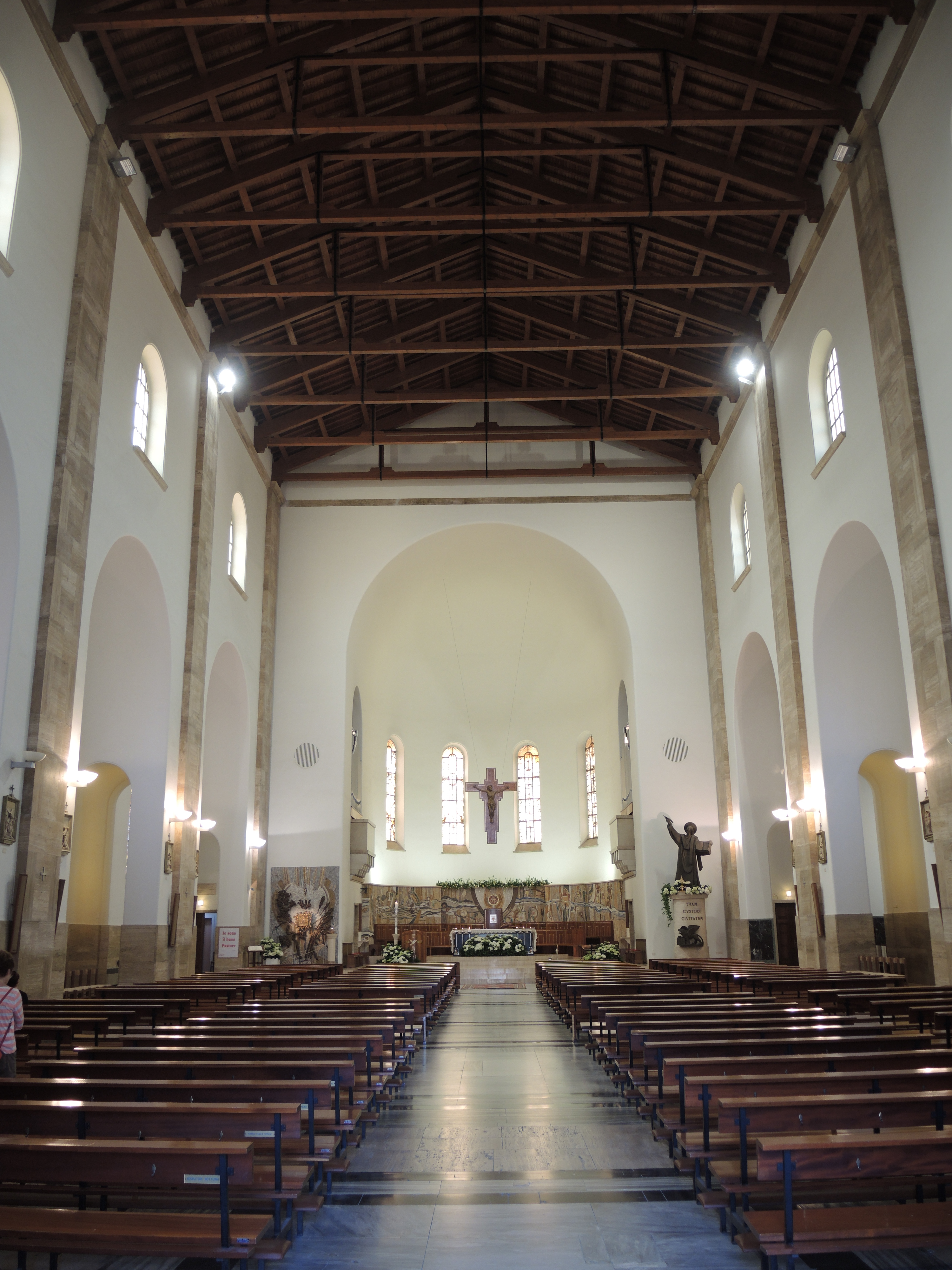
Interno

L'interno della cattedrale di san Marco è a navata unica con cappelle laterali, quattro per lato. La navata è coperta con capriate lignee a vista ed è divisa in quattro campate da alte lesene in marmo giallo. Le cappelle sono coperte con volta a botte ed illuminate da alte monofore ed alti archi a tutto sesto le mettono in comunicazione fra di loro. Le vetrate policrome, realizzate nel 2001 su progetto di M. Raffaella Caldani e Vassilli Baltoyannis, rappresentano Scene della vita di san Giovanni Bosco e della bonifica pontina. La prima cappella di sinistra ospita il fonte battesimale, originale; la quarta di destra, più profonda rispetto alle altre, ospita a ridosso della parete fondale, caratterizzata da un'estesa decorazione marmorea, l'altare marmoreo dedicato alla Vergine Maria, sormontato da una statua policroma raffigurante la Madonna Ausiliatrice.
Nella parete fondale della navata centrale si apre la profonda abside, affiancata a sinistra dal tabernacolo e, a destra, dalla statua bronzea raffigurante San Marco Evangelista di Francesco Nagni (1960). L'abside ospita il presbiterio, rialzato di alcuni gradini rispetto al resto della chiesa, il cui assetto attuale risale al 1986 e rispetta le indicazioni attinenti l'adeguamento liturgico delle chiese. Al centro, rialzato, si trova l'altare maggiore, sormontato dal Crocifisso, alle spalle del quale vi è la cattedra episcopale lignea. La parete fondale del presbiterio, distaccata da quella dell'abside, è decorata da una fascia di moderni mosaici, opera di Valter Cinti.

### Organo a canne
Sulle due cantorie che si aprono sulle due pareti laterali dell'abside, si trova l'organo a canne, costruito nel 1967 dalla ditta organaria Pinchi di Foligno e dalla stessa modificato e ampliato nel 1988-89.
Lo strumento è a trasmissione elettronica e dispone di 28 registri; la sua consolle, avente due tastiere e pedaliera, è collocata nella quarta cappella di destra. La mostra di ciascuno dei due corpi fonici è composta da canne di principale disposte a cuspide unica con ali laterali.